# 太平北路
太平北路是中国南京的一条交通干道，位于玄武区境内，南北走向，南到中山东路接太平南路，北到北京东路，全长1790米。
太平北路为不同年代分段修建的道路，道路宽度也不尽相同。其南端从中山东路至长江路段，兴建于1936年，宽度为28米。而长江路向北至北京东路段修建于大跃进时期的1959年，宽度达42米，珠江路口（浮桥）以北西侧沿珍珠河设有滨河绿带。
与太平北路交汇的道路有（自南向北）：
- 中山东路
- 长江路
- 珠江路
- 北京东路

沿太平北路有2路、31路等十余条公交线路行驶。规划中的地铁3号线将经过太平北路，沿路设大行宫、浮桥、鸡鸣寺3个车站。
2004年，太平北路与长江路路口的东北角，总统府西侧，扩建原有民国建筑，开辟为民国风格的南京1912休闲街区。